# Hizano
Hizano (tiếng Ả Rập: حزانو, cũng đánh vần là Hazzanu) là một ngôi làng ở miền bắc Syria, một phần hành chính của Tỉnh Idlib, nằm ở phía tây bắc Idlib. Các địa phương lân cận bao gồm Kafr Yahmul và Maarrat al-Ikhwan ở phía nam, Zardana ở phía tây nam, Kafr Halab ở phía tây, Atarib ở phía tây bắc, Sarmada ở phía bắc, Killi ở phía đông bắc, Kaftin ở phía đông và Haranabush ở phía đông nam. Theo Cục Thống kê Trung ương Syria, Hizano có dân số 2.593 người trong cuộc điều tra dân số năm 2004.